# ألكساندر أنكفاب
ألكساندر أنكفاب (بالأبخازية : Алеқсандр Анқәаб، بالروسية : Александр Золотинскович Анкваб؛ مواليد 26 كانون الأول 1952) وهو سياسي ورجل أعمال أبخازي، أصبح رئيساً لأبخازيا في عام 2011. في عهد الرئيس سيرجي باغابش، شغل منصب رئيس الوزراء منذ عام 2005-2010 ونائب الرئيس منذ عام 2010-2011.
في الانتخابات الرئاسية 4 تشرين الأول 2004، أنكفاب أيد ترشيح باغابش وذلك بعدما استبعد من قبل لجنة الانتخابات المركزية؛ تم تعيينه بعد ذلك رئيسا للوزراء من قبل باغابش في شباط 2005.
شغل أنكفاب أعمال رئيس جمهورية أبخازيا بعدما خضع الرئيس باغابش لعملية في 21 أيار 2011. بعد العملية، توفي باغابش في 29 أيار 2011 واستمر أنكفاب بأعمال الرئاسة حتى فوزه بالانتخابات الرئاسية الرسمية في وقت لاحق في عام 2011.
نجا أنكفاب من ستة محاولات اغتيال منذ عام 2005-2012، المرة الأخيرة كرئيس في 22 شباط 2012، عندما تعرض موكبه لكمين في أبخازيا، مما أسفر عن مقتل اثنين من حراسه.

## الحياة والمهنة في وقت مبكر
ولد أنكفاب في العاصمة الأبخازية سوخوم، تخرج بشهادة البكالوريوس في القانون من جامعة روستوف في جنوب روسيا، وعمل في وزارة العدل الأبخازية، ووزارة الداخلية في جمهورية جورجيا الاشتراكية السوفيتية حتى استقالته في عام 1990.
انتخب لمجلس السوفيات الأبخازي الأعلى في عام 1991. تم تعيينه وزيرا للداخلية في الحكومة الأبخازية الانفصالية خلال النزاع 1992-1993 مع الحكومة الجورجية. عقب فوز الأبخاز، انتقل إلى موسكو في عام 1994، وأصبح رجل أعمال ناجح.

## الانتخابات الرئاسية لعام 2004
عاد أنكفاب إلى السياسة الأبخازية في عام 2000، وأنشأ حركة Aitaira («النهضة») في المعارضة لحكومة الرئيس فلاديسلاف أردزينبا. في عام 2004 أعلن أنه سيرشح نفسه لمنصب الرئيس، ولكن كان قد استبعد واعتبر أنه غير مؤهل على أساس أنه لا يتكلم اللغة الأبخازية (شرط للمناصب العامة في الجمهورية) وكان قد عاش في أبخازيا لوقت قصير جدا. قرر أنكفاب دعم باغابش. وكان تعيينه في منصب رئيس الوزراء متوقعاً على نطاق واسع .

## الانتخابات الرئاسية لعام 2009
كان أنكفاب نائب الرئيس سيرجي باغابش مرشح للرئاسة في الانتخابات الرئاسية 12 كانون الأول 2009. وكما يقتضيه القانون، فقد أوقف أنكفاب رسميا عن مهامه يوم 11 تشرين الثاني. فاز كل من باغابش وأنكفاب بالانتخابات، وأدوا اليمين الدستورية في يوم 12 شباط 2010. في اليوم التالي، نجح أنكفاب بمنصب رئيس الوزراء .

## الانتخابات الرئاسية لعام 2011
بعد وفاة باغابش المفاجئ بعد جراحة للرئة، أصبح أنكفاب الرئيس بالنيابة. وتم ترشيحه للرئاسة من قبل مجموعة المبادرة للانتخابات الرئاسية المبكرة والتي تعقد في المنطقة في 26 آب، 2011. خلال الحملة الانتخابية، في 15 آب، نظم أنصار منافس أنكفاب سيرجي شامبا مقابلة على شريط فيديو وضعت على شاشة في الهواء الطلق لقائد جورجي متقاعد «تنجيز كيتوفاني»، وهو أحد القادة الجورجيين خلال الحرب 1990 في أبخازيا، والذي ادعى فيها أن أنكفاب تعاون مع جهاز المخابرات الجورجية خلال الصراع. وأصدر فريق الحملة المؤيدة لشامبا بياناً دعا فيه مكتب المدعي العام للتحقيق في أنشطة أنكفاب وقت الحرب. وفقاً للنتائج الأولية فقد حصل أنكفاب على 55٪ من الأصوات، منتصراً بذلك على نائب الرئيس ومرشح المعارضة راؤول خاجيمبا.

## محاولات الاغتيال
نجا ألكساندر أنكفاب من ستة محاولات اغتيال منذ أن أصبح رئيساً للوزراء في شباط 2005: في شباط ونيسان من عام 2005، في شهري حزيران وتموز من عام 2007، في أيلول عام 2010 وآخرها في شباط عام 2012. وفي آخر محاولة اغتيال لأنكفاب قتل اثنان من حراس الأمن، وهو نفسه أصيب في آخر محاولتين. فقط بعد أن انتهت محاولات الاغتيال في شباط 2012 بدأت الاعتقالات. وكان وزير الداخلية السابق «ألماسبي كتشاش» واحد من اثنين اشتبه بهم والذي قام بعد ذلك بعملية انتحار. وهناك رجل آخر وجهت له التهمة واعتقل لهجوم تموز عام 2007.